# Imagine: John Lennon (musikalbum)
Imagine: John Lennon är filmmusik (soundtrack) av John Lennon från hans karriär i Beatles och som soloartist för dokumentärfilmen Imagine: John Lennon från 1988.  

## Låtlista
Alla låtar är skrivna av John Lennon där inget annat namn anges
1. "Real Love" – 2:48  Oktober 1979 demoinspelning
2. "Twist and Shout" (Medley/Russell) – 2:33  Från The Beatles debutalbum Please Please Me
3. "Help! (John Lennon/Paul McCartney) – 2:18 Från The Beatles album Help!
4. "In My Life" (John Lennon/Paul McCartney) – 2:25 Från The Beatles album Rubber Soul
5. "Strawberry Fields Forever" (John Lennon/Paul McCartney) – 4:07 Från The Beatles album Magical Mystery Tour
6. "A Day in the Life" (John Lennon/Paul McCartney) – 5:06 Från The Beatles album Sgt. Pepper's Lonely Hearts Club Band
7. "Revolution" (John Lennon/Paul McCartney) – 3:24 Från B-Sidan på singeln "Hey Jude"
8. "The Ballad of John and Yoko" (John Lennon/Paul McCartney) – 2:58 Från singeln av The Beatles
9. "Julia" (John Lennon/Paul McCartney) – 2:54 Från The Beatles album The Beatles
10. "Don't Let Me Down" (John Lennon/Paul McCartney) – 3:34 Från B-sidan på singeln "Get Back"
11. "Give Peace A Chance" – 4:53 Från John Lennons singeln
12. "How?" – 3:41
13. "Imagine (Rehearsal)" – 1:25  Uppspelning till de övriga musikerna
14. "God" – 4:09 Från albumet John Lennon/Plastic Ono Band
15. "Mother" – 4:45  Från albumet Live in New York City
16. "Stand by Me" (Ben E. King, Jerry Leiber, Mike Stoller) – 3:28 Från albumet Rock 'n' Roll
17. "Jealous Guy" – 4:14
18. "Woman" – 3:33
19. "Beautiful Boy (Darling Boy)" – 4:05
20. "(Just Like) Starting Over" – 3:59 Låt 18-20 kommer från albumet Double Fantasy
21. "Imagine" – 3:02 Låt 12, 17 & 21 kommer från albumet Imagine

Låt 2–10 är producerad av George Martin.

Låt 11 är producerad av John Lennon och Yoko Ono.

Låt 12–14, 17 och 21 är producerad av John Lennon, Yoko Ono och Phil Spector.

Låt 15 är producerad av Yoko Ono.

Låt 16 är producerad av John Lennon.

Låt 18–20 är producerad av John Lennon, Yoko Ono och Jack Douglas.

## Andra låtar i filmen
- "Be-Bop-A-Lula"
- Medley: "Rip It Up"/"Ready Teddy" Kommer från albumet Rock 'n' Roll
- "Some Other Guy" Ej släppt 1988, senare på The Beatles album Live at the BBC
- "Love Me Do" Från The Beatles första singel
- "From Me to You"  Från The Beatles tredje singel
- "Lucy in the Sky with Diamonds" Från The Beatles album Sgt. Pepper's Lonely Hearts Club Band
- "Oh Yoko!"
- "How Do You Sleep?" Från albumet Imagine
- "Everybody Had a Hard Year"  En tidig version/del The Beatles I've Got a Feeling
- "I've Got a Feeling"
- "Across the Universe"  Från The Beatles album Let It Be
- "Come Together" Från albumet Live in New York City
- "Hold On" Från albumet John Lennon/Plastic Ono Band
- "All You Need Is Love" Från The Beatles singel